# Жукі (Великопольське воєводство)
Жукі (пол. Żuki) — село в Польщі, у гміні Турек Турецького повіту Великопольського воєводства.
Населення — 548 осіб (2011).
У 1975-1998 роках село належало до Конінського воєводства.

## Демографія
Демографічна структура станом на 31 березня 2011 року:
|          | Загалом | Допрацездатний вік | Працездатний вік | Постпрацездатний вік |
| -------- | ------- | ------------------ | ---------------- | -------------------- |
| Чоловіки | 274     | 66                 | 195              | 13                   |
| Жінки    | 274     | 63                 | 169              | 42                   |
| Разом    | 548     | 129                | 364              | 55                   |